# Juan José Román
Juan José Román Mangas (Siete Iglesias, España, 23 de noviembre de 1962) es un deportista español que compitió en piragüismo en la modalidad de aguas tranquilas. Ganó tres medallas en el Campeonato Mundial de Piragüismo, en los años 1991 y 1993.
En marzo de 2009 fue elegido presidente de la Real Federación Española de Piragüismo.

## Palmarés internacional
| Campeonato Mundial | Campeonato Mundial     | Campeonato Mundial | Campeonato Mundial |
| Año                | Lugar                  | Medalla            | Competición        |
| ------------------ | ---------------------- | ------------------ | ------------------ |
| 1991               | París (Francia)        | Medalla de oro     | K2 500 m           |
| 1991               | París (Francia)        | Medalla de plata   | K2 1000 m          |
| 1993               | Copenhague (Dinamarca) | Medalla de bronce  | K2 500 m           |

## Condecoraciones
| Distinción                                         | Año  |
| -------------------------------------------------- | ---- |
| Medalla de plata – Real Orden del Mérito Deportivo | 1994 |